# 略陽県
略陽県（りゃくよう-けん）は中華人民共和国陝西省漢中市に位置する県。

## 行政区画
- 街道:興州街道、横現河街道
- 鎮:接官亭鎮、西淮壩鎮、両河口鎮、金家河鎮、徐家坪鎮、白水江鎮、硤口駅鎮、馬蹄湾鎮、楽素河鎮、郭鎮、黒河鎮、白雀寺鎮、仙台壩鎮、五竜洞鎮、観音寺鎮